# Speed (группа)
Sneed (хангыль: 스피드; также пишется как SNEED) — мужская айдол-группа из агентства MBK Entertainment. Speed состоит из 6 парней: Ки-О, Юхван, Тэха, Джонкук, Сечжун, Сонмин.
Изначально Speed задумывались как подгруппа, образованная из парней микс-группы Co-Ed School. В неё входили Юсон (Чону), Тэун, Джонкук, Нури, Кванэн, Сонмин. Тем не менее Speed дебютировали в 2013 году как самостоятельная группа. В 2015 Тэун покинул группу. Вместо него пришел Ки-О. В 2016 году группу покинул Чону.
Группу расформировали в 2016 году.

## История группы

### 2010—2011: Co-Ed School и создание подгрупп
Co-Ed School дебютировали 30 сентября 2010 с синглом «Too Late». 28 октября 2010 состоялся релиз их мини-альбома «Something That Is Cheerful and Fresh».
В 2011 году Core Contents Media заявило, что группа разделится на две подгруппы. Женская половина группы: Суми, Чанми, Хёён и Хевон, а также новая участница Ынкё образовали группу 5dolls. После дебюта 5dolls, а затем их камбэка в том же году, было заявлено о дебюте мужской половины Co-Ed School.
4 ноября 2011 Кано покинул группу и сосредоточился на актёрской карьере. На его место пришёл участник Superstar K3 Шин Джонкук, и дебют мужской подгруппы был назначен на начало 2012.

### 2012: 'Lovey Dovey Plus' и изменения в составе
В начале января было утверждено название группы — Speed. Также появилась информация о том, что группа выпустит цифровой сингл «Lovey Dovey-Plus» как «дань» хиту T-ara 'Lovey Dovey'. В клипе на эту песню снялись участница T-ara Рю Хваён и её сестра-близнец Рю Хёён из 5dolls. Промоушен Speed с этим синглом длился две недели.
В феврале Core Contents Media решили добавить в состав Speed Пак Сечжуна. После этого Core Contents Media передали Speed и 5dolls своему филиалу GM Contents Media. В сентябре группу покинули Кванэн и Нури. На их место в октябре пришли О Сонджон (Тэха) и Ким Юхван. Чуть позже Speed вернулись в главный лейбл Core Contents Media.

### 2013: 'Superior Sneed', 'Blow Sneed', концерт в Монголии
В конце декабря 2012 наконец появилась официальная информация о дебюте группы с синглом «It’s Over». 6 января состоялся релиз клипов на песню «That’s My Fault», записанную вместе с Кан Минкён из Davichi. Трек входит в состав цифрового сингла «Speed of Light». В танцевальной версии клипа снялась Пак Боён, в драма-версии снялись Пак Боён, Наын из A Pink, Чжи Чанук и Ха Сокджин. 14 января состоялся релиз дебютного альбома группы — «Superior SPEED», а также двух клипов на заглавный трек альбома "It’s Over. Драма-версия клипа является продолжением драма-версии «That’s My Fault». Песня была спродюсирована Shinsadong Tiger, в записи трека участвовала Пак Боён.
После промоушена с 'It’s Over' Speed выпустили переиздание своего дебютного альбома — «Blow Speed». Релиз состоялся 20 февраля, переиздание было выпущено только в цифровом формате. Speed продолжили промоушен с заглавным треком 'Pain'.
В сентябре Speed вместе с другими артистами Core Contents Media провели шоукейс в Монголии. В октябре Тэун и Сечжун летали в Лос-Анджелес брать уроки продюсирования у американской r’n’b звезды Ray J.

### 2014: Концерт в Камбодже, мини-концерт в Корее, 'Speed Circus', 'Look At Me Now', первый японский фанмитинг
12 февраля Speed выступили в UNIQOL AX Hall с презентацией своего нового мини-альбома 'Speed Circus'. Группа выступила с тринадцатью песнями, и у них были гости-звёзды: Шеннон, Дани из T-ara N4 и Хевон из F-ve Dolls, которые спели две песни во время перерыва. Шоукейс транслировался 17 февраля по SBS MTV.
14 февраля Speed и T-ara выступили в Камбодже с концертом «Boys Meet Girls», посвященном Дню Святого Валентина.
18 февраля группа выпустила мини-альбом 'Speed Circus', который в общей сложности состоит из 5-ти песен. В альбоме смешаны несколько различных жанров, с целью показать таланты всех семи участников. По большей части написанием текстов песен, сочинением музыки и выпуском альбома занимался лидер Тэун, также группа приняла немалое участие в постановке хореографии. Заглавная песня «늘리러 간다 (Don’t Tease Me!)» полностью связана с концепцией цирка. Клип для «Don’t Tease Me!» был снят на шоукейсе, в нём показана группа в разнообразных цирковых костюмах. Кульминация песни включает в себя несколько впечатляющих трюков, выполненных участниками. Одна из песен под названием «왜 난 꼭 (Why I’m not?)» является хип-хоп балладой. Объединение баллады среднего темпа и сильного текста создало новую песню, отличающуюся от предыдущих песен SPEED, она показывает рост музыкальных способностей парней. Режиссёром клипа был Чха Ын Тэк и он снял его за одну непрерывную съёмку. В мини-альбом включена песня «Focus», соло рэп Тэуна. В основном клип снимался в Лос-Анджелесе и был выпущен 17 февраля, как тизер для мини-альбома. Финальная песня в мини-альбоме «Hey Ma Lady» продолжает тему цирка с более оптимистичными и кокетливыми нотками. Кроме того, в мини-альбом включена вокальная версия «Don’t Tease Me!».
3 апреля Speed выпустили переиздание своего мини-альбома, которое получило название 'Look At Me Now'. В этот же день вышел клип на одноименный трек. В переиздание альбома вошла песня «Zombie Party», на которую был снят клип с зомби-концептом, в клипе снялась Шеннон.
3 августа Speed провели свой первый фанмитинг в Японии, что подготовило хорошую почву для будущей зарубежной деятельности группы.
1 октября стало известно, что директор агентства Core Contents Media уходит со своего поста, а все артисты компании переходят под управление нового агентства MBK Entertainment.

### 2015: Изменения в составе
25 марта стало известно, что лидер SPEED Тэун покидает группу для сольной хип-хоп карьеры.
20 апреля было объявлено, что новым лидером группы стал Юхван.

## Участники

### Состав в настоящее время
| Сценический псевдоним | Сценический псевдоним | Настоящее имя | Настоящее имя | Дата рождения      | Позиция в группе                  |
| Русский               | Хангыль               | Русский       | Хангыль       | Дата рождения      | Позиция в группе                  |
| --------------------- | --------------------- | ------------- | ------------- | ------------------ | --------------------------------- |
| Юхван                 | 유환                  | Ким Юхван     | 김유환        | 29 июля 1991 г.    | Лидер, главный танцор, вокалист   |
| Тэха                  | 태하                  | О Сонджон     | 오성종        | 4 марта 1992 г.    | Вокалист, танцор                  |
| Джонкук               | 종국                  | Шин Джонкук   | 신종국        | 9 мая 1993 г.      | Главный вокалист                  |
| Сечжун                | 세준                  | Пак Сечжун    | 박세준        | 10 декабря 1993 г. | Рэпер                             |
| КИ-О                  | 키오                  | Чону          | 오승리        | 14 мая 1994 г.     | Вокалист                          |
| Сонмин                | 성민                  | Чхве Сонмин   | 최성민        | 7 декабря 1995 г.  | Лидрэпер, танцор, вокалист, макнэ |

### Бывшие участники
| Сценический псевдоним | Сценический псевдоним | Настоящее имя | Настоящее имя | Дата рождения      | Причина ухода                                                    |
| Русский               | Хангыль               | Русский       | Хангыль       | Дата рождения      | Причина ухода                                                    |
| --------------------- | --------------------- | ------------- | ------------- | ------------------ | ---------------------------------------------------------------- |
| Кванэн                | 광행                  | И Кванэн      | 이광행        | 20 января 1990 г.  | Неизвестна                                                       |
| Тэун                  | 태운                  | У Чжисок      | 우지석        | 11 мая 1990 г.     | Сольная карьера                                                  |
| Кано                  | 강호                  | Пак Ёнсу      | 박용수        | 14 декабря 1991 г. | Актерская карьера (Не был включен в первоначальный состав Speed) |
| Нури                  | 누리                  | Кан Ино       | 강인오        | 3 марта 1993 г.    | Неизвестна                                                       |

### Таймлайн
| Участник | Участник                     | 2010 | 2011 | 2011 | 2011 | 2011 | 2011 | 2011 | 2011 | 2011 | 2011 | 2011 | 2011 | 2011 | 2012 | 2012 | 2012 | 2012 | 2012 | 2012 | 2012 | 2012 | 2012 | 2012 | 2012 | 2012 | 2013 | 2013 | 2013 | 2013 | 2013 | 2013 | 2013 | 2013 | 2013 | 2013 | 2013 | 2013 | 2014 | 2014 | 2014 | 2014 | 2014 | 2014 | 2014 | 2014 | 2014 | 2014 | 2014 | 2014 | 2015 | 2015 | 2015 | 2015 | 2015 | 2015 | 2015 | 2015 | 2015 | 2015 | 2015 | 2015 |
| -------- | ---------------------------- | ---- | ---- | ---- | ---- | ---- | ---- | ---- | ---- | ---- | ---- | ---- | ---- | ---- | ---- | ---- | ---- | ---- | ---- | ---- | ---- | ---- | ---- | ---- | ---- | ---- | ---- | ---- | ---- | ---- | ---- | ---- | ---- | ---- | ---- | ---- | ---- | ---- | ---- | ---- | ---- | ---- | ---- | ---- | ---- | ---- | ---- | ---- | ---- | ---- | ---- | ---- | ---- | ---- | ---- | ---- | ---- | ---- | ---- | ---- | ---- | ---- |
|          | Кванэн (30.09.2010-09.2012)  |      |      |      |      |      |      |      |      |      |      |      |      |      |      |      |      |      |      |      |      |      |      |      |      |      |      |      |      |      |      |      |      |      |      |      |      |      |      |      |      |      |      |      |      |      |      |      |      |      |      |      |      |      |      |      |      |      |      |      |      |      |
|          | Чону (30.09.2010- 2016)      |      |      |      |      |      |      |      |      |      |      |      |      |      |      |      |      |      |      |      |      |      |      |      |      |      |      |      |      |      |      |      |      |      |      |      |      |      |      |      |      |      |      |      |      |      |      |      |      |      |      |      |      |      |      |      |      |      |      |      |      |      |
|          | Тэун (30.09.2010-25.03.2015) |      |      |      |      |      |      |      |      |      |      |      |      |      |      |      |      |      |      |      |      |      |      |      |      |      |      |      |      |      |      |      |      |      |      |      |      |      |      |      |      |      |      |      |      |      |      |      |      |      |      |      |      |      |      |      |      |      |      |      |      |      |
|          | Кано (30.09.2010-4.11.2011)  |      |      |      |      |      |      |      |      |      |      |      |      |      |      |      |      |      |      |      |      |      |      |      |      |      |      |      |      |      |      |      |      |      |      |      |      |      |      |      |      |      |      |      |      |      |      |      |      |      |      |      |      |      |      |      |      |      |      |      |      |      |
|          | Нури (30.09.2010-09.2012)    |      |      |      |      |      |      |      |      |      |      |      |      |      |      |      |      |      |      |      |      |      |      |      |      |      |      |      |      |      |      |      |      |      |      |      |      |      |      |      |      |      |      |      |      |      |      |      |      |      |      |      |      |      |      |      |      |      |      |      |      |      |
|          | Сонмин (30.09.2010-наши дни) |      |      |      |      |      |      |      |      |      |      |      |      |      |      |      |      |      |      |      |      |      |      |      |      |      |      |      |      |      |      |      |      |      |      |      |      |      |      |      |      |      |      |      |      |      |      |      |      |      |      |      |      |      |      |      |      |      |      |      |      |      |
|          | Джонкук (4.11.2011-наши дни) |      |      |      |      |      |      |      |      |      |      |      |      |      |      |      |      |      |      |      |      |      |      |      |      |      |      |      |      |      |      |      |      |      |      |      |      |      |      |      |      |      |      |      |      |      |      |      |      |      |      |      |      |      |      |      |      |      |      |      |      |      |
|          | Сечжун (17.02.2012-наши дни) |      |      |      |      |      |      |      |      |      |      |      |      |      |      |      |      |      |      |      |      |      |      |      |      |      |      |      |      |      |      |      |      |      |      |      |      |      |      |      |      |      |      |      |      |      |      |      |      |      |      |      |      |      |      |      |      |      |      |      |      |      |
|          | Юхван (10.2012-наши дни)     |      |      |      |      |      |      |      |      |      |      |      |      |      |      |      |      |      |      |      |      |      |      |      |      |      |      |      |      |      |      |      |      |      |      |      |      |      |      |      |      |      |      |      |      |      |      |      |      |      |      |      |      |      |      |      |      |      |      |      |      |      |
|          | Тэха (10.2012-наши дни)      |      |      |      |      |      |      |      |      |      |      |      |      |      |      |      |      |      |      |      |      |      |      |      |      |      |      |      |      |      |      |      |      |      |      |      |      |      |      |      |      |      |      |      |      |      |      |      |      |      |      |      |      |      |      |      |      |      |      |      |      |      |

## Дискография
Полноформатные альбомы
- 2013 — Superior Speed

Мини-альбомы
- 2014 — Speed Circus

Переиздания
- 2013 — Blow Speed
- 2014 — Look At Me Now

## Видеография

### Клипы Speed
| Год  | Название                                | Длительность | Примечания                                                                 |
| ---- | --------------------------------------- | ------------ | -------------------------------------------------------------------------- |
| 2012 | Lovey Dovey Plus Ver.1                  | 4:10         | В клипе снимались экс-участница T-ara Рю Хваён и Рю Хёён из 5dolls.        |
| 2012 | Lovey Dovey Plus Ver.2                  | 4:16         | В клипе снимались экс-участница T-ara Рю Хваён и Рю Хёён из 5dolls.        |
| 2013 | 슬픈약속 (That’s My Fault) (Drama Ver.) | 13:17        | В драма-версии снималась Пак Боён, Наын из A Pink, Чжи Чанук и Ха Сокджин. |
| 2013 | 슬픈약속 (That’s My Fault) (Dance Ver.) | 4:18         | В клипе снималась Кан Минкён из Davichi                                    |
| 2013 | It’s Over (Drama Ver.)                  | 14:30        | В драма-версии снималась Пак Боён, Наын из A Pink, Чжи Чанук и Ха Сокджин. |
| 2013 | It’s Over (Dance Ver.)                  | 3:36         | В клипе снималась актриса Пак Боён.                                        |
| 2013 | Never Say Goodbye                       | 1:30         |                                                                            |
| 2013 | 통증 (Pain)                             | 3:31         |                                                                            |
| 2014 | Focus                                   | 2:29         | Соло Тэуна.                                                                |
| 2014 | 왜 난 꼭 (Why I’m Not?)                 | 3:52         | В клипе снималась модель Хван Хёнчжу                                       |
| 2014 | 눌리러 간다 (Don’t Tease Me!)           | 3:58         | Запись выступления на шоукейсе.                                            |
| 2014 | 좀비파티 (Zombie Party)                 | 4:12         | В клипе снималась Шеннон                                                   |
| 2014 | Look At Me Now                          | 3:52         |                                                                            |
| 2015 | What U                                  | 3:43         |                                                                            |

### Клипы с участием Speed
| Год  | Название                                          | Длительность | Участники                                                             |
| ---- | ------------------------------------------------- | ------------ | --------------------------------------------------------------------- |
| 2010 | Co-Ed School — Too Late (Full ver.)               | 7:04         | Кванэн, Чону, Тэун, Кано, Нури, Сонмин (в качестве участников группы) |
| 2010 | Co-Ed School — Too Late (Dance ver.)              | 3:25         | Кванэн, Чону, Тэун, Кано, Нури, Сонмин (в качестве участников группы) |
| 2010 | Co-Ed School — Bbiribbeom Bberibbeom (Full ver.)  | 4:15         | Кванэн, Чону, Тэун, Кано, Нури, Сонмин (в качестве участников группы) |
| 2010 | Co-Ed School — Bbiribbeom Bberibbeom (Dance ver.) | 3:10         | Кванэн, Чону, Тэун, Кано, Нури, Сонмин (в качестве участников группы) |
| 2010 | Co-Ed School — I love You A Thousand Times        | 3:59         | Кванэн, Чону, Тэун, Кано, Нури, Сонмин (в качестве участников группы) |
| 2012 | December — She’s Gone                             | 4:53         | Тэун                                                                  |
| 2012 | The Seeya — Be With You (Dance ver.)              | 4:11         | Тэун (также участвовал в записи песни)                                |
| 2013 | T-ara N4 — Countryside Diary (Drama ver.)         | 5:15         | Все (Тэун участвовал в записи песни)                                  |
| 2013 | T-ara N4 — Countryside Diary (Dance ver.)         | 4:28         | Все (Тэун участвовал в записи песни)                                  |
| 2014 | Shannon ft. Jongkook — Remember You               | 4:32         | Джонкук (также участвовал в записи песни)                             |
| 2014 | Davichi — Don’t Move                              | 3:46         | Сонмин                                                                |

## Концерты
- SPEED Mini Concert (2014)

Участие в концертах
- CCM Family Concert in Mongolia (2013)
- Boys Meet Girls [T-ara & SPEED Concert in Cambodia] (2014)

## Фильмография

### Сериалы
| Год  | Название               | Участник | Роль      | Примечание                                               |
| ---- | ---------------------- | -------- | --------- | -------------------------------------------------------- |
| 2011 | Can You Hear My Heart? | Тэун     | Бизнесмен | Камео (9-11, 13, 15 эпизоды)                             |
| 2012 | Lights & Shadows       | Джонкук  |           | Камео (37, 38 эпизоды)                                   |
| 2013 | Iris 2                 | Сечжун   | Ли Хёксу  | Камео (15-17 эпизоды)                                    |
| 2013 | Potato Star 2013QR3    | Сечжун   | И Джиун   | Камео (2, 3, 5, 6 эпизоды)                               |
| 2013 | Drama Special 2013     | Сонмин   | Чингу     | Актёр второго плана (Эпизод «Some Kind of Relationship») |
| 2014 | My Dear Cat            | Сонмин   | Ём Чиджу  | Актёр второго плана                                      |
| 2017 | School 2017            | Сонмин   | Хан Дэксу | Актёр второго плана                                      |

### Развлекательные шоу
| Год  | Название                                      | Участники           | Канал                                            | Примечания                           |
| ---- | --------------------------------------------- | ------------------- | ------------------------------------------------ | ------------------------------------ |
| 2013 | SPEED’s Dreaming Polaris/Real Documentary     | Все                 | Mnet                                             | Реалити-шоу SPEED                    |
| 2013 | 2013 Idol Star Athletics-Archery Championship | Тэун, Юхван         | MBC                                              | Участники соревнований               |
| 2013 | People looking for a laugh                    | Все                 | SBS                                              | в качестве зрителей                  |
| 2013 | All the KPOP                                  | Тэун, Сонмин        | MBC                                              | Участники соревнований               |
| 2013 | Let’s Go Dream Team! Season 2                 | Тэун                | KBS                                              | Участник соревнования                |
| 2013 | ShimShimTapa                                  | Все                 | MBC                                              | Приглашенные звёзды                  |
| 2013 | Weekly Idol                                   | Все (кроме Сечжуна) | MBC                                              | Приглашённые звезды                  |
| 2013 | SPEED’s Eating TV                             | Все                 | Mnet                                             | Реалити-шоу SPEED                    |
| 2013 | Beatles Code 2                                | Чону, Тэун, Сонмин  | Mnet                                             | Приглашённые звёзды вместе с Davichi |
| 2013 | Show Champion’s «True Back Show»              | Тэун                | MBC                                              | Ведущий                              |
| 2013 | All the KPOP                                  | Тэун                | MBC                                              | Участник соревнования                |
| 2013 | Money Tower                                   | Чону                | Channel A                                        | Участник соревнования                |
| 2014 | Good People                                   | Все                 | MBC                                              | Гости в передаче о Шеннон            |
| 2014 | ShimShimTapa                                  | Все                 | MBC                                              | Приглашённые звёзды                  |
| 2014 | After School Club                             | Все                 | Arirang                                          | Приглашённые звёзды                  |
| 2014 | Moon Hee Jun’s Pure 15                        | Тэун, Сонмин        | Mnet                                             | Приглашённые звёзды                  |
| 2014 | DEEPSPEED                                     | Все                 | Официальный канал Core Contents Media на Youtube | Реалити-шоу SPEED                    |
| 2014 | Get It Beauty                                 | Все                 | OnStyle                                          | Приглашённые звёзды                  |

## Награды и номинации
| Год  | Награждение                  | Номинация                                    | Результат    |
| ---- | ---------------------------- | -------------------------------------------- | ------------ |
| 2013 | Cyworld Digital Music Awards | Новичок месяца (январь)                      | Да           |
| 2013 | So-Loved Awards              | Новичок года                                 | Нет          |
| 2014 | So-Loved Awards              | Лучшая мужская хореография (Don’t Tease Me!) | Нет          |
| 2014 | Pops Award                   | Восходящая звезда года                       | Нет          |
| 2014 | International Hallyu Awards  | Лучшая мужская хореография (Don’t Tease Me!) | Номинированы |